# Mihail Polișciuk
Mihail Polișciuk (n. 10 ianuarie 1989, Moscova, RSFS Rusă, URSS) este un înotător ce a reprezentat Rusia, medaliat olimpic. A participat la 2 ediții ale Jocurilor Olimpice (2008, 2012) în care a câștigat o medalie de argint.